# Kunstnagel

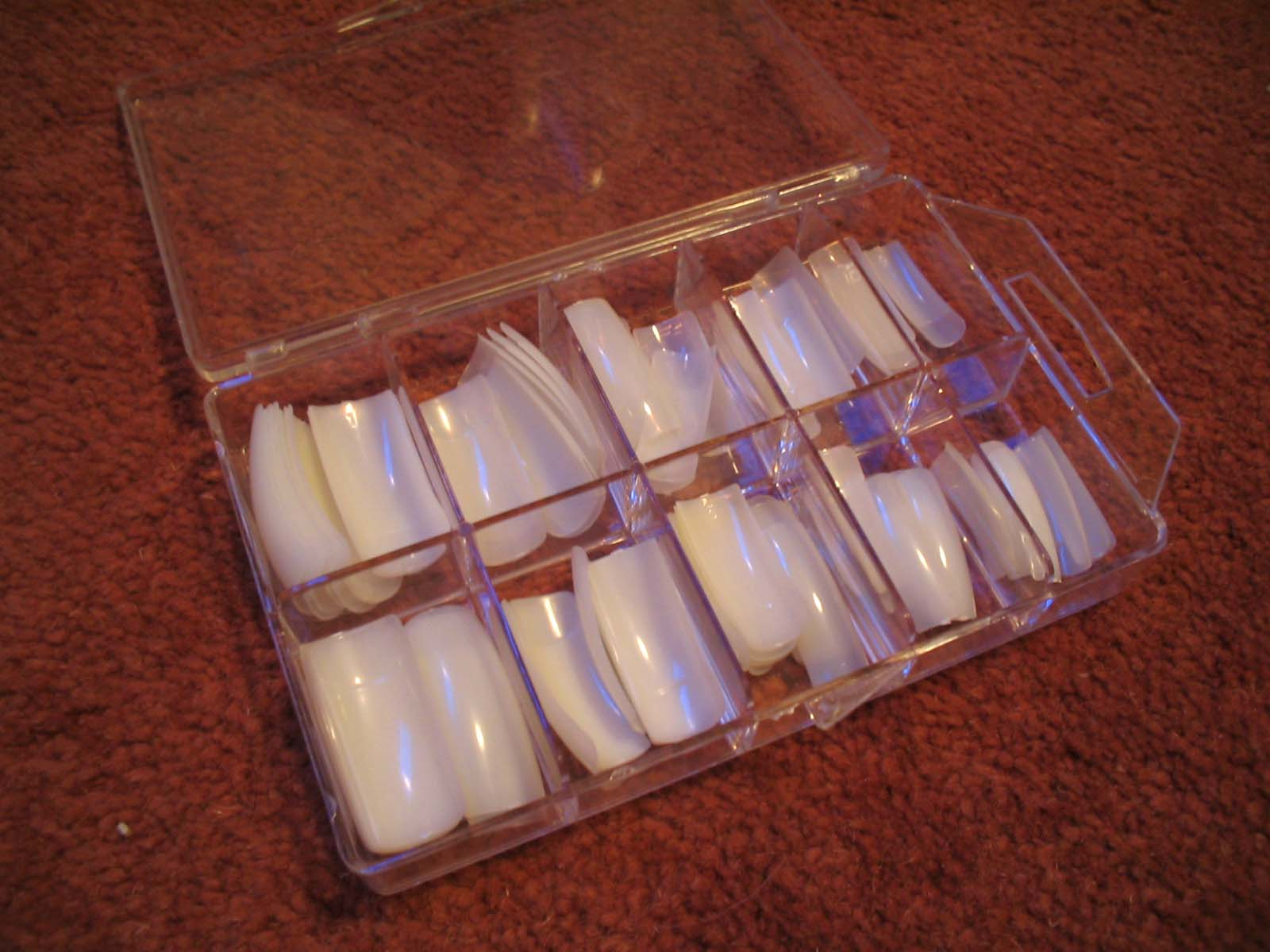
Assortiment kunstnagels

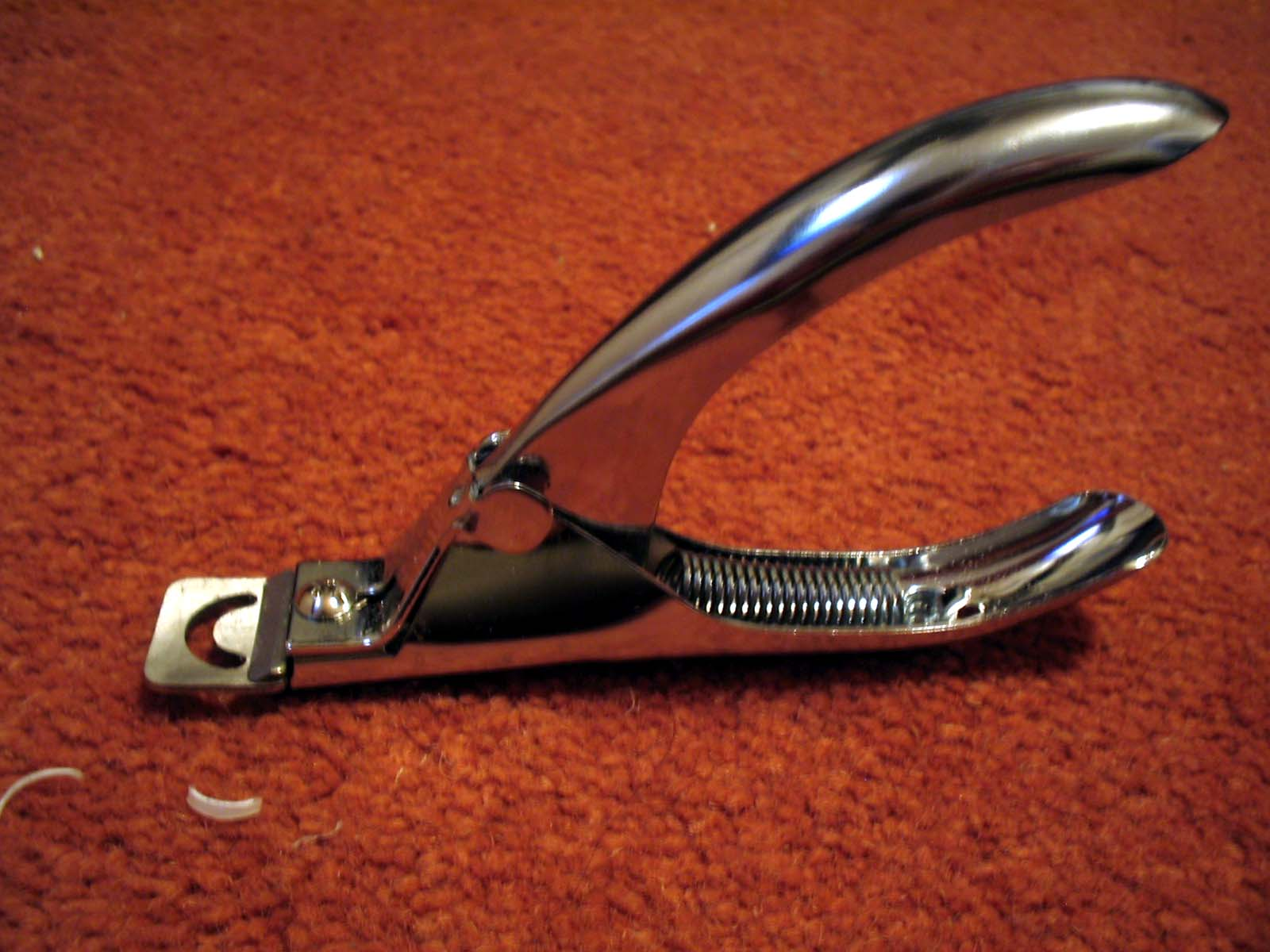
Nagelschaar voor kunstnagels

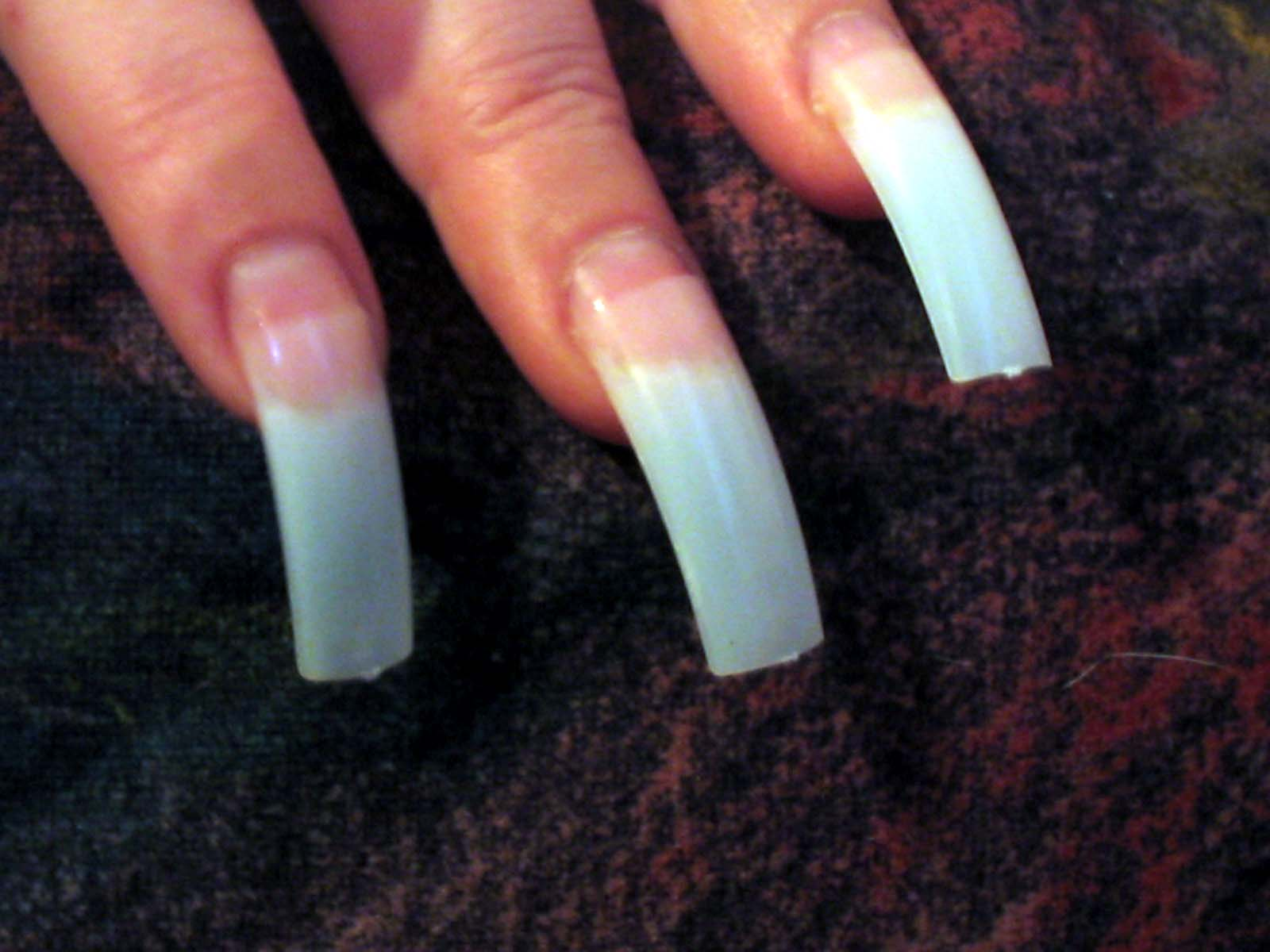
Kunstnagels onbewerkt op nagels geplakt

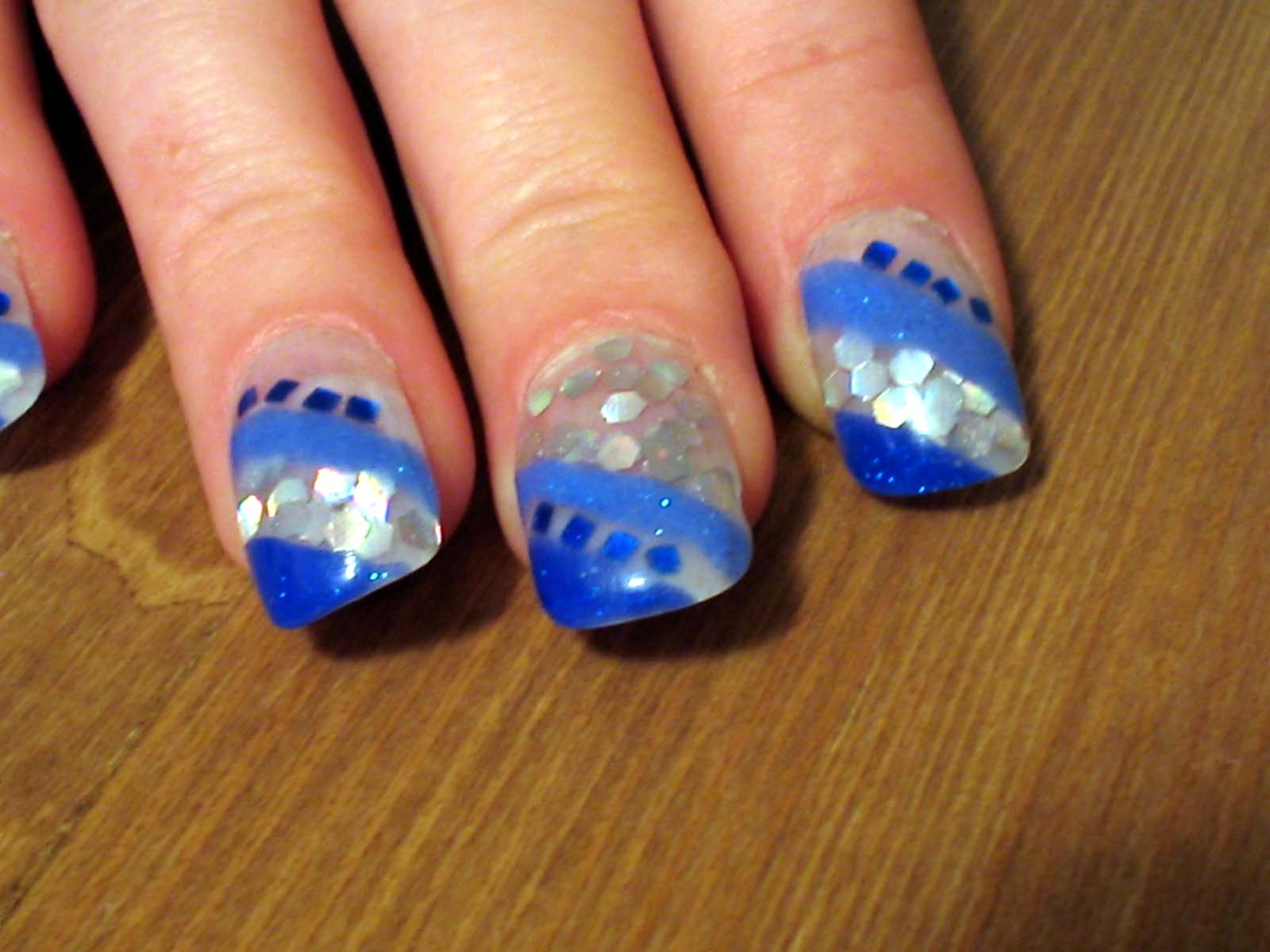
Kunstnagels na bewerking met acryl

Een kunstnagel (tips) is een kunstmatige nagel die over de bestaande nagel kan worden geplakt met een speciale nagellijm. Een kunstnagel kan ook worden gemaakt door middel van het modelleren met acryl of een gel. Kunstnagels kunnen niet worden gemaakt van gellak.
Acrylnagels worden gevormd door middel van een poeder en een vloeistof. Als deze samen komen vindt er een chemische reactie plaatst. Daardoor ontstaat er een kneedbaar bolletje en zo wordt de kunstnagel gemodelleerd. Het was in 1955 dat een tandarts - Frederick Slack - die na een poging om een gebroken nagel te repareren met acryl de zogenaamde acryl-nagelverlenging uitvond.
Gel is direct vormbaar, en droogt met een U.V. lamp. Het eerste gel systeem werd geïntroduceerd door James Giuliano ('Lamp Light' genoemd) waarop de moderne gel systemen zijn gebaseerd.
Bij kunstnagels bestaat de keuze tussen tips en verwijderbare sjablonen waarop rechtstreeks gebouwd wordt. Bij 'tips' worden deze op de nagels gekleefd en bijgevijld. Nadien wordt de gel in verschillende lagen op de nagel aangebracht. Bij sjablonen maakt de nagelstyliste gebruik van een nagelsjabloon. Deze verlenging vormt zichzelf naar de natuurlijke vorm van de nagel en creëert het gevoel van een natuurlijke verlenging.
De kunstnagel kan worden bewerkt met een speciale schaar en vijl zodat deze de gewenste vorm heeft. Daarna kan er een versiering, acryl, gellak of nagellak worden aangebracht.
Kunstnagels worden soms afgeraden voordat chirurgische ingrepen plaatsvinden omwille van het meten van de zuurstofsaturatie. De medische literatuur hieromtrent geeft aan dat er een statistisch niet-relevant verschil van 2% bestaat tussen de zuurstofsaturatie gemeten met en zonder kunstnagels.

## Risico's van gelnagels
Het aanbrengen van gelnagels als je niet goed weet hoe dat moet, kan leiden tot veel contact met acryl. Daardoor kan een allergie ontstaan. Die gaat nooit over. De allergie kan huiduitslag tot gevolg hebben. Ook gebruik van contactlenzen, hoorapparaten, pacemaker en botcement (voor bijvoorbeeld een kunstheup) kan  allergische reacties geven en tot afstoting leiden.